# Manuel Gierlinger
Manuel Gierlinger (* 12. September 1981 in Wels) ist ein österreichischer Handballtrainer und ehemaliger Handballspieler.

## Karriere
Der gebürtige Welser begann 1991 in der Jugend des HC Linz AG Handball zu spielen, für welche der Außenspieler in diversen Jugendligen und später in der Handball Liga Austria spielte. Nach der Saison 2002/2003 folgte er seinem damaligen Trainer Zoltan Cordas zum TV Suhr. Dort wurde sein Vertrag nach einer langen Verletzung mit Ende der Saison 2004/2005 nicht verlängert und er wechselte zurück nach Österreich zum ULZ Schwaz, mit welchen er in der Saison 2010/2011 Österreichischer Cup-Sieger wurde. Seit der Kooperation zwischen dem ULZ Schwaz und HIT Innsbruck war er für die HLA-Mannschaft von Handball Tirol aktiv. 2014 beendete Gierlinger seine aktive Karriere.
In der Saison 2016/17 übernahm Gierlinger den Posten des Cheftrainers beim HC Linz AG. In seiner Debütsaison führte er das Team zum ersten Mal seit 2006/07 in das Final Four des Cup-Bewerbes. Auch in der Saison 2017/18 konnte man wieder einen Platz gut machen und hatte nichts mit dem Abstiegskampf zu tun. Anschließend wurde er von Cordas abgelöst.
Seit der Saison 2021/22 unterstützt Gierlinger Cheftrainer Milan Vunjak als Co-Trainer des HC Linz AG. In der Saison 2022/23 erreicht der HC Linz AG das erste Mal seit 20 Jahren wieder das Finale, unterliegt dort aber der Union West Wien. Ein Jahr später, in der Saison 2023/24, schaffen sie es wieder bis ins Finale und können sich gegen HC Hard durchsetzen und somit die achte Meisterschaft für den HC Linz AG holen. In der Saison 2024/25 gewann der HC Linz AG dann noch den Supercup gegen den amtierenden Cupsieger Union West Wien.

## Erfolge
- 1 × Österreichischer Pokalsieger (mit dem ULZ Schwaz)
- 1 × Österreichischer Meister (mit dem HC Linz AG)
- 1 × Österreichischer Supercupsieger (mit dem HC Linz AG)